# (4520) Dovzhenko
(4520) Dovzhenko ist ein Asteroid des Hauptgürtels, der am 22. August 1977 vom russischen Astronomen Nikolai Stepanowitsch Tschernych am Krim-Observatorium in Nautschnyj (IAU-Code 095) entdeckt wurde.
Der Asteroid wurde nach dem ukrainischen Schriftsteller und Regisseur Oleksandr Dowschenko (1894–1956) benannt.